# Las Regueras
Las Regueras (Les Regueres en asturien) est une commune (concejo aux Asturies) située dans la communauté autonome des Asturies en Espagne. Elle est bordée au nord par Illas et Llanera, au sud par Grado, à l'ouest par Candamo et à l'est par Oviedo et Llanera. 

## Géographie
Le terrain de Las Regueras correspond principalement au Dévonien, avec quatre types de roches différentes : le grès, l'ardoise, la marne et le calcaire. Le grès présente plusieurs intercalations de quartzite, avec du grès gris ou brun et du grès rouge dans la région. Le grès rouge est souvent chargé d'oxyde de fer, ce qui lui donne un certain caractère de minerai de fer, et le grès gris est largement utilisé comme pierre de construction. Dans la quasi-totalité de la formation dévonienne, les rivières, ruisseaux et cours d'eau sont parallèles à l'orientation générale du terrain, qui est nord-ouest-sud-ouest.
Le relief ne présente pas d'éléments remarquables. Il se compose de montagnes, de collines et de sommets peu élevés. Les plus hauts se trouvent dans le tiers occidental, avec la présence de deux alignements parallèles, la chaîne de montagnes Cogollo d'une part, et les chaînes de montagnes Burafán, Pedroso et Peral d'autre part. Dans toutes ces montagnes, les hauteurs avoisinent les 600 mètres. 
Ce relief et la proximité de la mer contribuent à un climat caractérisé par des températures modérées, une abondance de brouillard, surtout à proximité de la rivière Nalón, et une humidité élevée. Il convient également de noter la présence de fortes rafales de vent, celles du nord-ouest et du nord-est étant les plus fortes. 

## Histoire
Des découvertes dans les localités de Valduno et Soto témoignent d'un peuplement dès le Paléolithique. La persistance, voire l'augmentation, du peuplement est encore démontrée aujourd'hui par d'autres découvertes datant du Néolithique dans les grottes de La Paloma, La Ancenia et Las Mestas, ainsi que par plusieurs châteaux-forts.
De l'époque de l'occupation romaine, on peut encore aujourd'hui visiter et parcourir la route d'Astorga à Lugo de Llanera ainsi que de petites fortifications.
C'est du règne des rois asturiens que datent les premières églises chrétiennes. D'autres édifices ont été construits, comme les monastères de Santa María de Valsera, San Martín de Escamplero, San Juan de Trasmonte et San Pedro de Nora, qui faisaient partie de l'évêché d'Oviedo. Des querelles persistantes entre les évêques d'Oviedo et de Lugo incitèrent le roi Alfonso VII à demander à l'évêque d'Oviedo de se retirer. Après consultation du pape, il fut décidé que l'évêché d'Oviedo devait avoir, entre autres, l'autorité complète sur les territoires autour de la rivière Nora et du fleuve Nalón. 
En 1421, l'évêque Diego fait de Las Regueras l'une des dernières villes à obtenir le droit de cité. Cette dépendance prend fin en 1587, par décret de Philippe II qui ordonna la fameuse confiscation des biens ecclésiastiques par la Couronne espagnole afin de payer les dépenses qu'elle avait dû assumer lors des différentes guerres. Depuis lors, Las Regueras s'est constituée en tant que commune indépendante avec le siège administratif à Viado (Santullano).

## Paroisses
La commune de Las Regueras est divisée en 6 paroisses civiles :
- Biedes
- Santullano
- Soto
- Trasmonte
- Valduno
- Valsera

## Galerie

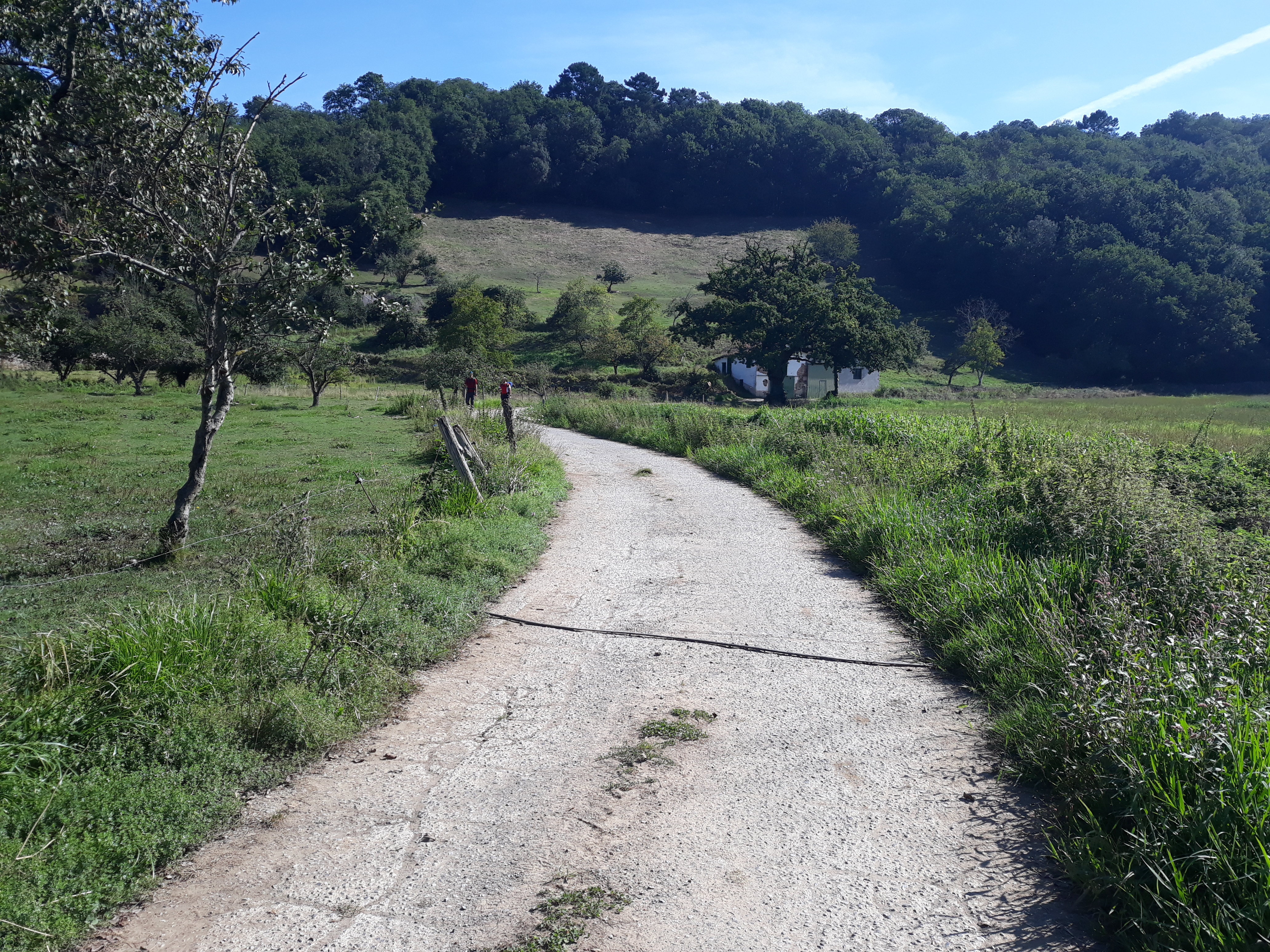
Le Camino primitivo, La Fuente, Valduno
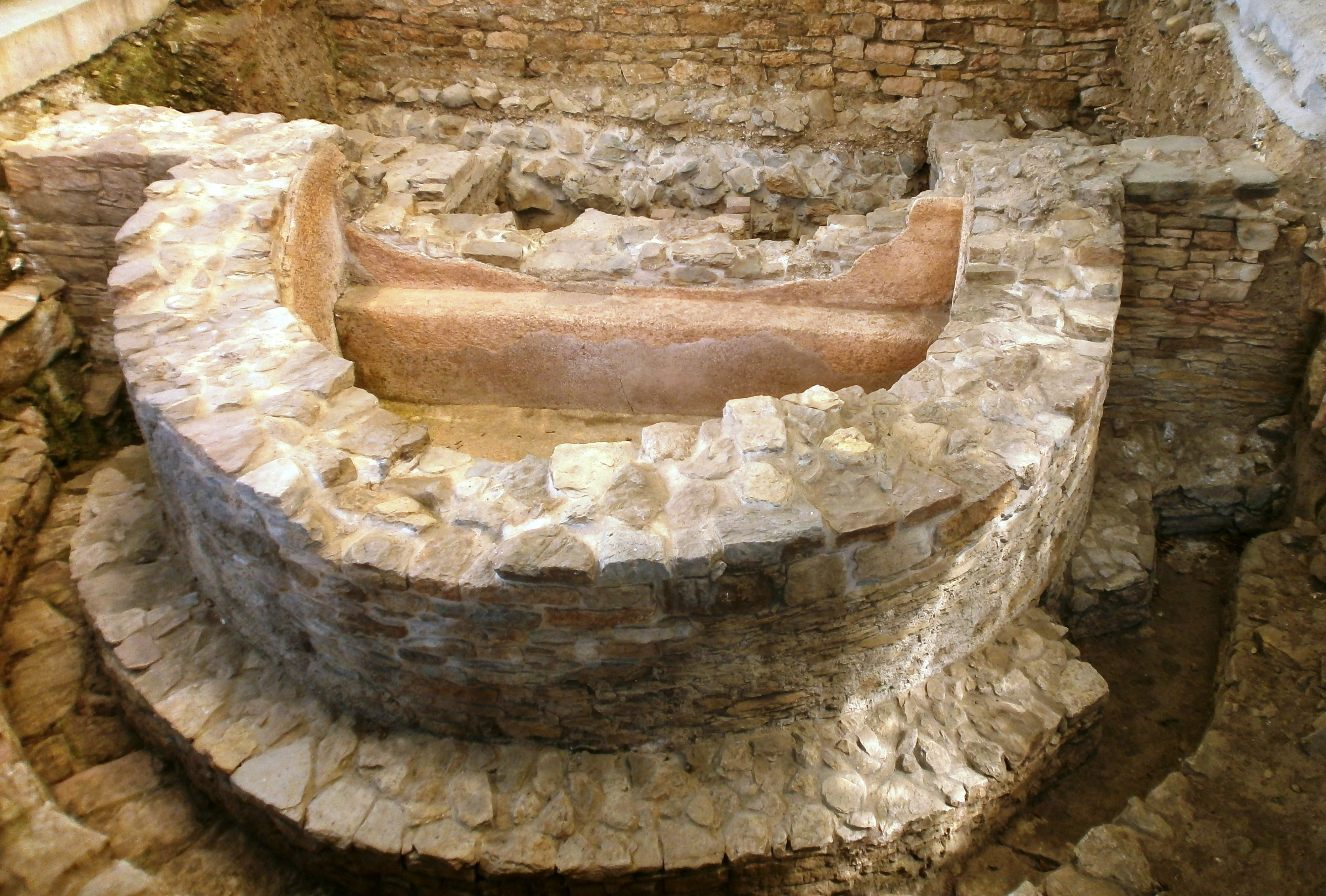
Bains romains de Santa Eulalia de Valduno.
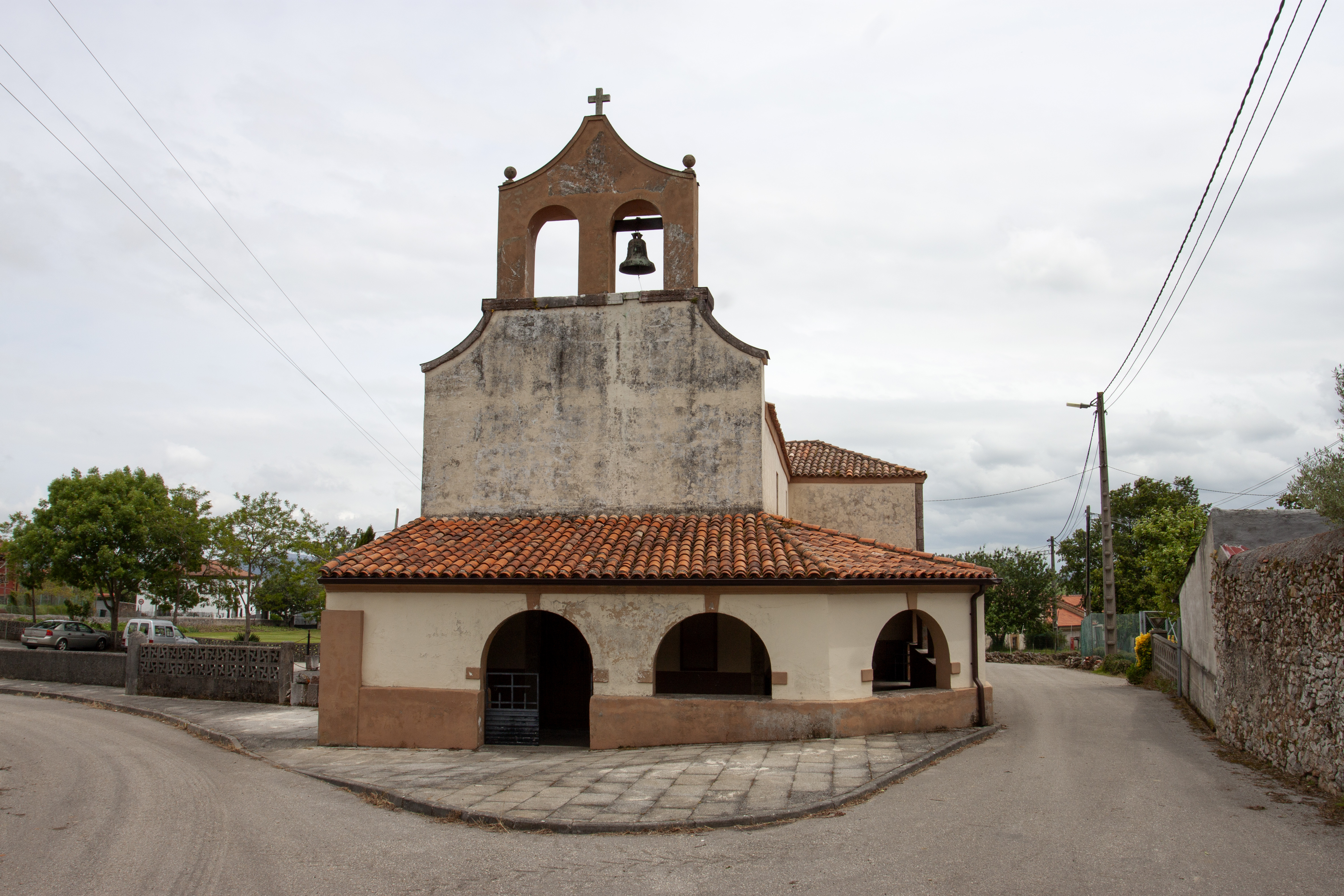
L'église Saint-Martin de Biedes.
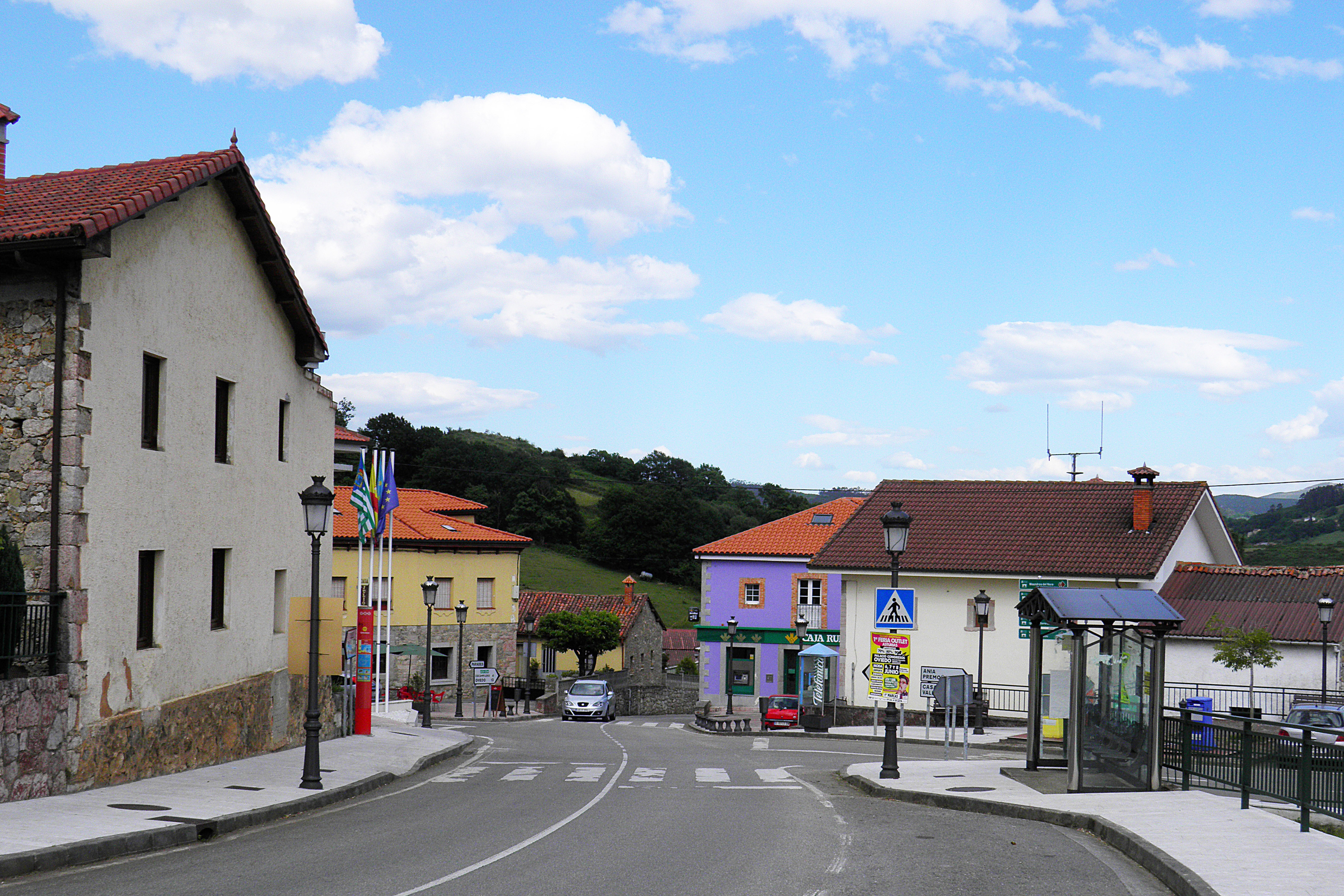
Santullano.